# Осколочно-фугасен снаряд
Осколочно-фугасен снаряд (ОФС) е артилерийски боеприпас с общо предназначение, съвмещаващ осколочно и фугасно действие и предназначен за поражение на голямо количество типове цели: поразяване на живата сила на противника на открита местност или в укрепления, унищожаване на сухопътна леко бронирана леко въоръжена техника, разрушаване на здания, укрепления и фортификационни съоръжения, проправяне на проходи в минни полета и т.н.
При попадение в броня не предава кинетическа сила, а се взривява, нанасяйки повърхностни повреди (разхвърля осколки с огромна скорост, допълнително нанасяйки повреди на БТВТ (бронево и танково оборудване и техника), контузва, ранява или убива екипажа и съпровождащата техниката пехота), извежда от строй траковете (веригите), поврежда триплекса – приборите за наблюдение,  поврежда бронята, причинява огъвания и микропукнатини.
Използва се за обстрел на местата на предполагаемата атака, за облекчаване на пробиви в отбраната на противника от атакуващите танкови и мотопехотни подразделения. Спрямо всички останали видове боеприпаси е най-взривоопасен.
Като танков боеприпас влиза в основния боекомплект на танковете Т-64/72/80/84У/Т-90 и обикновено в боекомплекта съставлява до 50% от общия брой снаряди.
Също се използва в авиационните оръдия, оръдията, както самоходните, така и буксируемите, а също и като други видове боеприпаси съвместяващи осколочно и фугасно действие.

## Конструкция
Конструктивно осколочно-фугасният снаряд представлява метална цилиндрична дебелостенна капсула, напълнена с високобризантно взривно вещество. В главата на снаряда е разположен взривател, включващ в себе си система за управление на детонацията и детонатор.
В качеството на основно взривно вещество обикновено се използва тротил или негов пасифициран (с парафин или други вещества) за снижение на чувствителността към детонация вариант.
За осигуряване на висока твърдост на осколките корпуса на снаряда се прави от високовъглеродна стомана или стоманен чугун. Често, за образуване на по-еднородно осколочно поле, на вътрешната повърхност на капсулата на снаряда се нанасят насечки или канавки. Използването на готови поразаващи елементи при осколочно-фугасните снаряди не е характерно.
За стабилизация по време на полета могат да се използват или водещи пояси на повърхността му (при нарезните оръдия), или оперение в опашната част на снаряда (за гладкостволните оръдия).

## Взривател
Дълго единственият използван взривател е ударният взривател, сработващ при попадение на снаряда в целта.
Ударните взриватели са най-прости и надеждни. Повечето взриватели от този тип е възможно да бъдат поставени на контактен или забавен режим. В първия случай взрива става при първото докосване до препятствие и е предназначен за поразяване на обекти около преградата. Във втория случай снаряда се забива в целта и едва тогава се случва детонацията – това позволява ефективното разрушаване на фортификационните съоръжения и зданията.
Но този тип взриватели има един съществен недостатък – при попадане в мека среда снаряд може или въобще да не се взриви (с което е свързано и голямото количество недетонирали снаряди на местата на минали бойни действия), или да се взриви прекалено късно, при значително забиване в средата – поразяващият ефект в този случай клони към нула.
Значителна стъпка напред е разработката на дистанционните взриватели. Дадените взриватели детонират боеприпаса на определено отдалечаване от оръдието, като така осигуряват принципно нови възможности за използването на ОФС. Най-значими са възможностите за унищожаване на хеликоптери от танкови оръдия, възможността да се води огън на голяма далечина по много остри траектории, а също и възможността за унищожаване на струпвания от живата сила на противника на открита местност.
Руските танкове Т-80УК и Т-90 се оборудват със системата „Айнет“, осигуряваща детонацията на ОФС в зададена точка от траекторията. Установката на взривателя става в автоматичен режим, от наводчика се иска само да измери отдалечеността с лазерния далекомер. Практиката показва, че разхода на снаряди за всяка цел при това намалява двойно.

## Оценка на снаряда
Ценността на осколочно-фугасните снаряди за артилерийските оръдия се потвърждава от масовостта на тяхното използване по протежение на цялата история на артилерията. Независимо от това, че фугасното действие на ОФС е по-малко от това на специализирания фугасен снаряд, а осколочното – по-малко отколкото при осколочния снаряд, съчетаването на тези два фактора на поражение осигурява най-надеждното поразяване на всички типове цели.

### Предимства
Основно предимство на осколочно-фугасния снаряд е неговата универсалност. Даденият тип снаряди е възможно ефективно да се използват против болшинството цели.
Към предимствата му може да се добави неговата по-ниска стойност, сравнено с бронебойните и кумулативните снаряди от същия калибър, което намалява разходите по снабдяване на бойните действия и учебните стрелби.
При пряко попадение в уязвимите зони (люкове на купола, радиатор на моторното отделение, екраните на кърмовата боеукладка и т.н.) ОФС може да извади съвременния танк от строй. Също така ударната вълна и осколките, с голяма вероятност, ще извадят от строя приборите за наблюдение, връзка, изнесеното отвън обема на бронята въоръжение, допълнителните комплекси, поставяни в голямо количество на съвременната бронетехника.

### Недостатъци
Основен недостатък на осколочно-фугасния снаряд е неговата слаба бронепробиваемост. Съвременните танкове, от гледна точки пробиване на бронята и поражение на екипажа, са практически неуязвими за осколочно-фугасните снаряди за повечето от използваните калибри.